# Cernia ambiens
Cernia ambiens är en fjärilsart som beskrevs av Lucas 1900. Cernia ambiens ingår i släktet Cernia och familjen mätare. Inga underarter finns listade i Catalogue of Life.